# Techne Kirow
Die Techne Kirow GmbH, ehemals Kirow Ardelt GmbH ist ein Maschinenbauunternehmen in Leipzig. Das Unternehmen ist Weltmarktführer für Eisenbahnkrane und Schlackentransporter. Kirow Leipzig ist Teil der Techne Sphere Leipzig GmbH (vormals Kirow Beteiligungsgesellschaft mbH & Co. Holding KG, kurz Kirow-Gruppe, bis 2018 Kranunion Beteiligungsgesellschaft mbH).

## Überblick
Die Techne Kirow GmbH gliedert sich in die Betriebsstätte Leipzig (Kirow) sowie die Zweigniederlassung in Ulm.
Zum 30. Juni 2021 gehörten der Belegschaft 167 Mitarbeiter (davon ein Geschäftsführer) an, davon waren 17 Mitarbeiter in der Niederlassung Ulm beschäftigt. Die Mitarbeiter erwirtschafteten 2020/2021 einen Umsatz von 49 Millionen Euro.
Kirow Leipzig ist Weltmarktführer für Eisenbahnkrane und Schlackentransporter. Hermann Simon erwähnt Kirow in seinem gleichnamigen Buch als Beispiel für einen „Hidden Champion“.
Die Techne Kirow GmbH ist an folgenden Unternehmen beteiligt. Die Prozentwerte in Klammern nennen den Anteil, den die Kirow Ardelt GmbH am 31. Dezember 2020 an diesen Unternehmen besaß.
- KIROW Gruas e Sistema de Transporte Ltda., Rio de Janeiro, Brasilien (1 %)
- Mitteldeutsche Spezialstahlbau GmbH, Leipzig (100 %)
- KIROW RAIL & MILL GmbH, Leipzig (100 %)
- TECHNE SPHERE ADMINISTRATION GmbH, Leipzig (100 %)
- TECHNE SPHERE PROCUREMENT GmbH, Leipzig (100 %)
- OOO KIROW ARDELT Rußland, St. Petersburg (100 %)

## Geschichte

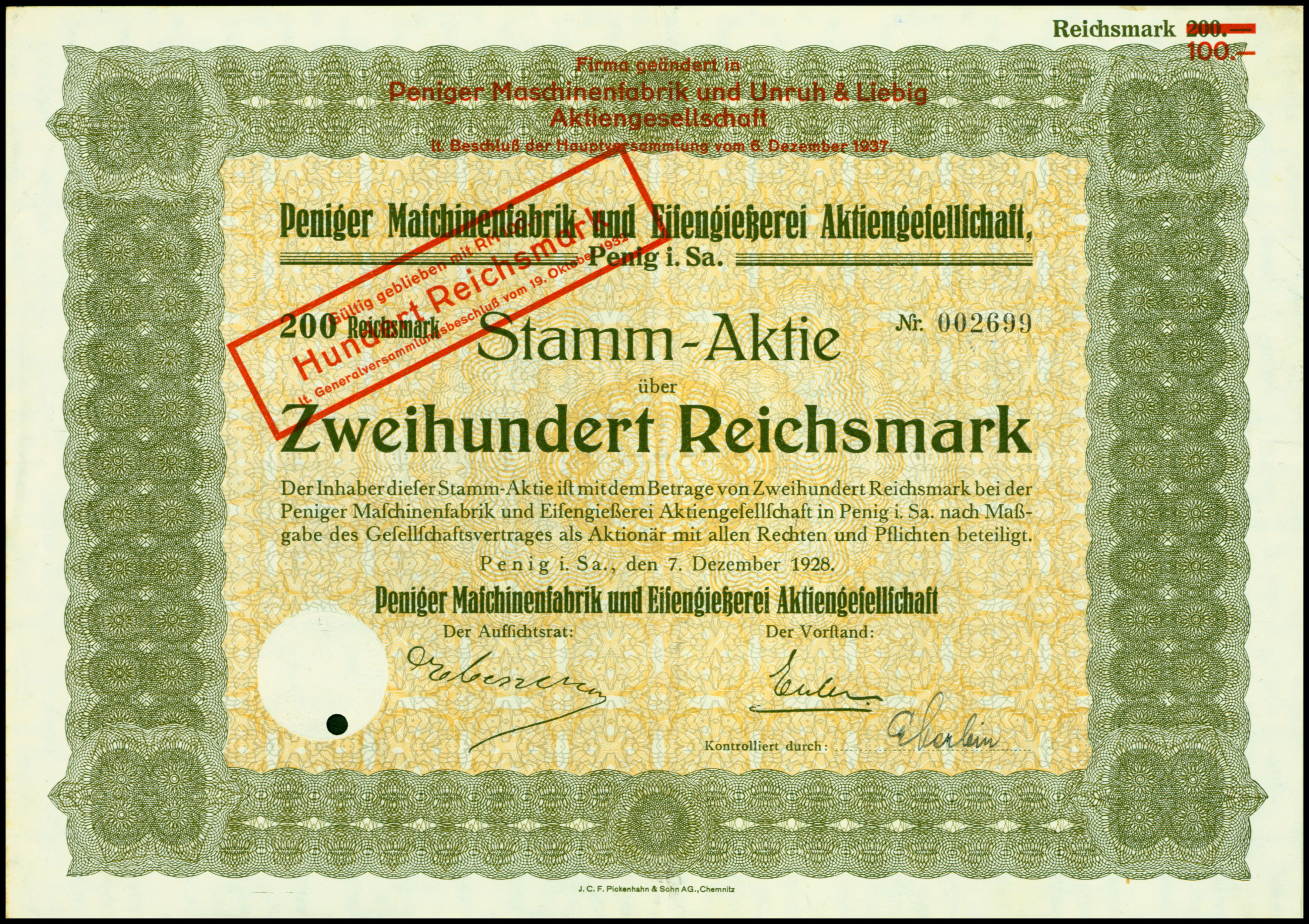
Aktie über 200 RM der Peniger Maschinenfabrik und Eisengießerei AG vom 7. Dezember 1928 mit Stempelaufdruck der neuen Firma Peniger Maschinenfabrik und Unruh & Liebig AG

1880 gründete der Ingenieur Karl Richard Liebig sein Unternehmen als Technisches Bureau und Maschinenbauanstalt in Leipzig zur Herstellung von Handaufzügen und Kranausrüstungen. Nach dem Eintritt von Gustav Unruh, einem Experten für Stetigförderer, erfolgte 1887 die Umbenennung in Unruh & Liebig. Ab 1899 gehörte das Unternehmen zur Peniger Maschinenfabrik und Eisengießerei AG (als sogenannte Abteilung Unruh & Liebig). Am 6. Dezember 1937 wurde die Firma in Peniger Maschinenfabrik und Unruh & Liebig AG geändert.
Nach dem Ende des Zweiten Weltkriegs wurde das Unternehmen enteignet und verstaatlicht. Am 1. August 1946 erfolgte die Umbenennung in Maschinenfabrik Unruh & Liebig. Als Sowjetische Aktiengesellschaft unterstand es bis 1954 der direkten Kontrolle durch die Sowjetunion. 1952 wurde der Betrieb nach dem Vertrauten Josef Stalins und Parteisekretär von Leningrad Sergei Mironowitsch Kirow benannt. 1954 erfolgte die Rückgabe an die DDR-Regierung. Er wurde als Volkseigener Betrieb VEB Schwermaschinenbau S. M. Kirow Leipzig weitergeführt und ab 1958 Teil des Kombinats TAKRAF.
1964 wurden zunächst der VEB Leipziger Aufzugsbau und 1971 der VEB Förderanlagenbau, Werk Lindenau in das Kombinat eingegliedert. Letztere wurde 1880 als Firma Grohmann & Frosch, Eisenhochbau Leipzig gegründet und 1948 in VEB Leipziger Stahlbau- und Verzinkerei umbenannt.
Nach der Wende und der Privatisierung der DDR-Wirtschaft erhielt das Unternehmen 1995 den Namen Kirow Leipzig AG und gehört zur Gruppe des Oberhausener Familienunternehmens Koehne. 1997 übernahm Kirow die Vulkan Kocks GmbH und deren Tochtergesellschaft Kranbau Eberswalde GmbH. Das Unternehmen nannte sich nun Kirow Leipzig KE Kranbau Eberswalde GmbH. Kirow Leipzig und der Kranbau Eberswalde gehörten beide bis 1990 zum Kombinat TAKRAF und waren somit zusammen mit Kocks Krane in Bremen bis 2018 in der Kranunion (früher Kirow-Gruppe) erneut unter einem Dach vereint.
Am 6. Juli 2006 übernahm die KIROW Leipzig KE Kranbau Eberswalde GmbH 51 Prozent der Anteile an der LEOLINER Fahrzeug-Bau Leipzig GmbH (seit 1. Oktober 2007 HeiterBlick GmbH), einem Hersteller für Straßenbahntriebwagen mit Sitz in Leipzig. Die HeiterBlick GmbH wurde zusammen mit den Leipziger Verkehrsbetrieben (LVB) als Joint Venture betrieben. Am 23. Dezember 2010 wurde die Privatisierung abgeschlossen, indem Kirow sämtliche Anteile an der Gesellschaft übernahm.
2007 erfolgte die Gründung der Ardelt Russland OOO in Sankt Petersburg, einer Gesellschaft mit beschränkter Haftung nach russischem Recht, an der Kirow Leipzig alle Anteile hält. Auf der Hauptversammlung am 16. Juni 2008 wurde die Änderung der Firma von Kirow Leipzig KE Kranbau Eberswalde GmbH in Kirow Ardelt GmbH beschlossen. Die Eintragung in das Handelsregister erfolgte am 2. Juli 2008. Auf der Gesellschafterversammlung am 3. Januar 2023 wurde die weitere Änderung der Firma in TECHNE KIROW GmbH beschlossen. Diese Eintragung in das Handelsregister erfolgte am 10. Januar 2023.

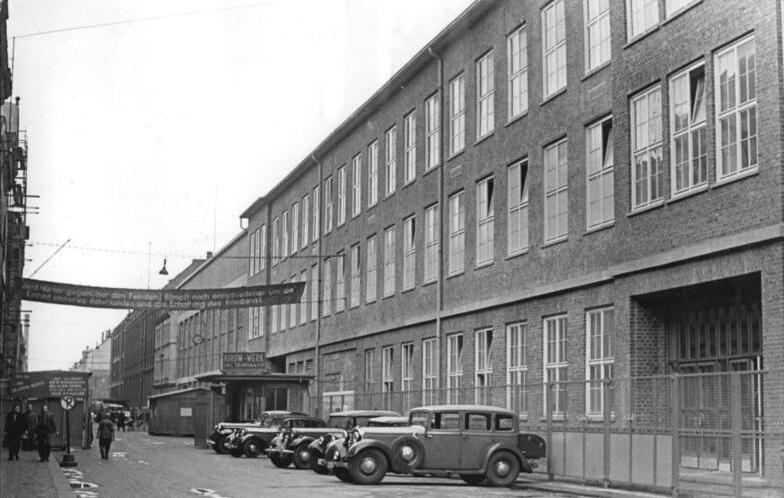
Außenansicht des Werks I des VEB Schwermaschinenbau S. M. Kirow Leipzig (1953)
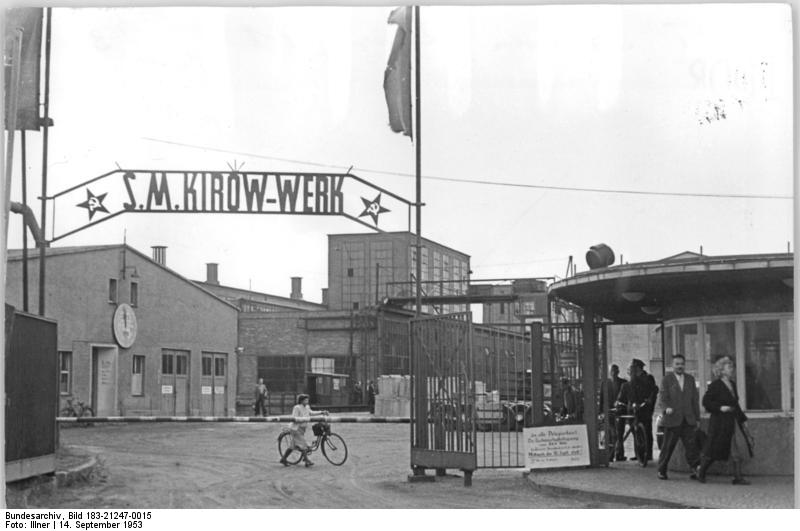
Blick auf das Werktor des Werks II (1953)
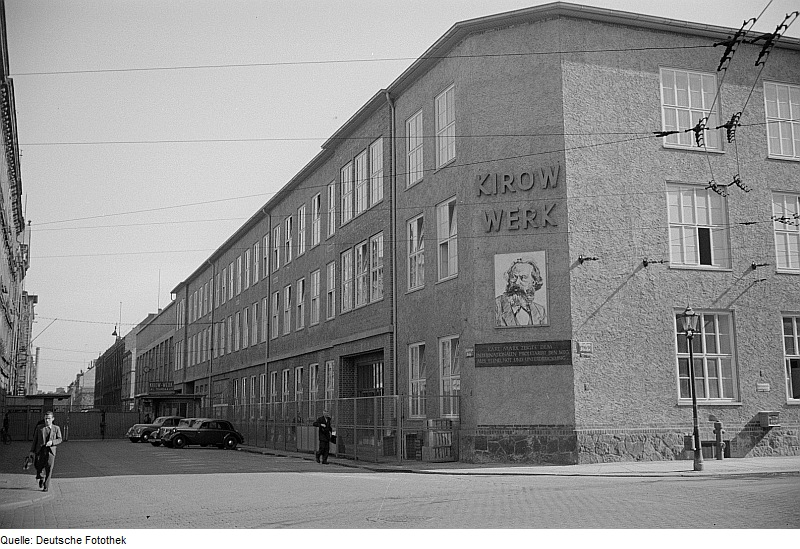
Außenansicht des Verwaltungsgebäudes (1953)
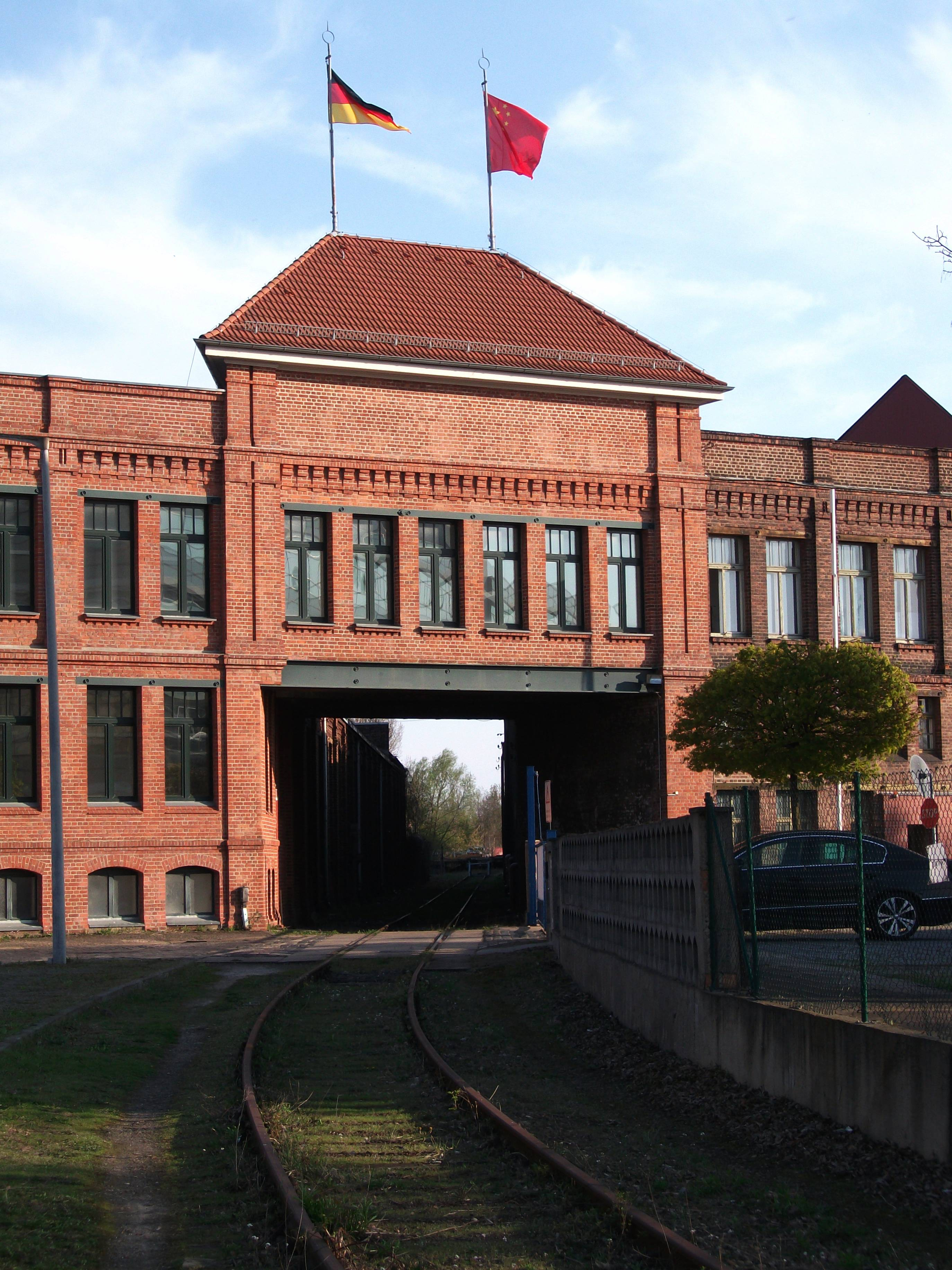
Verwaltungsgebäude (2010)
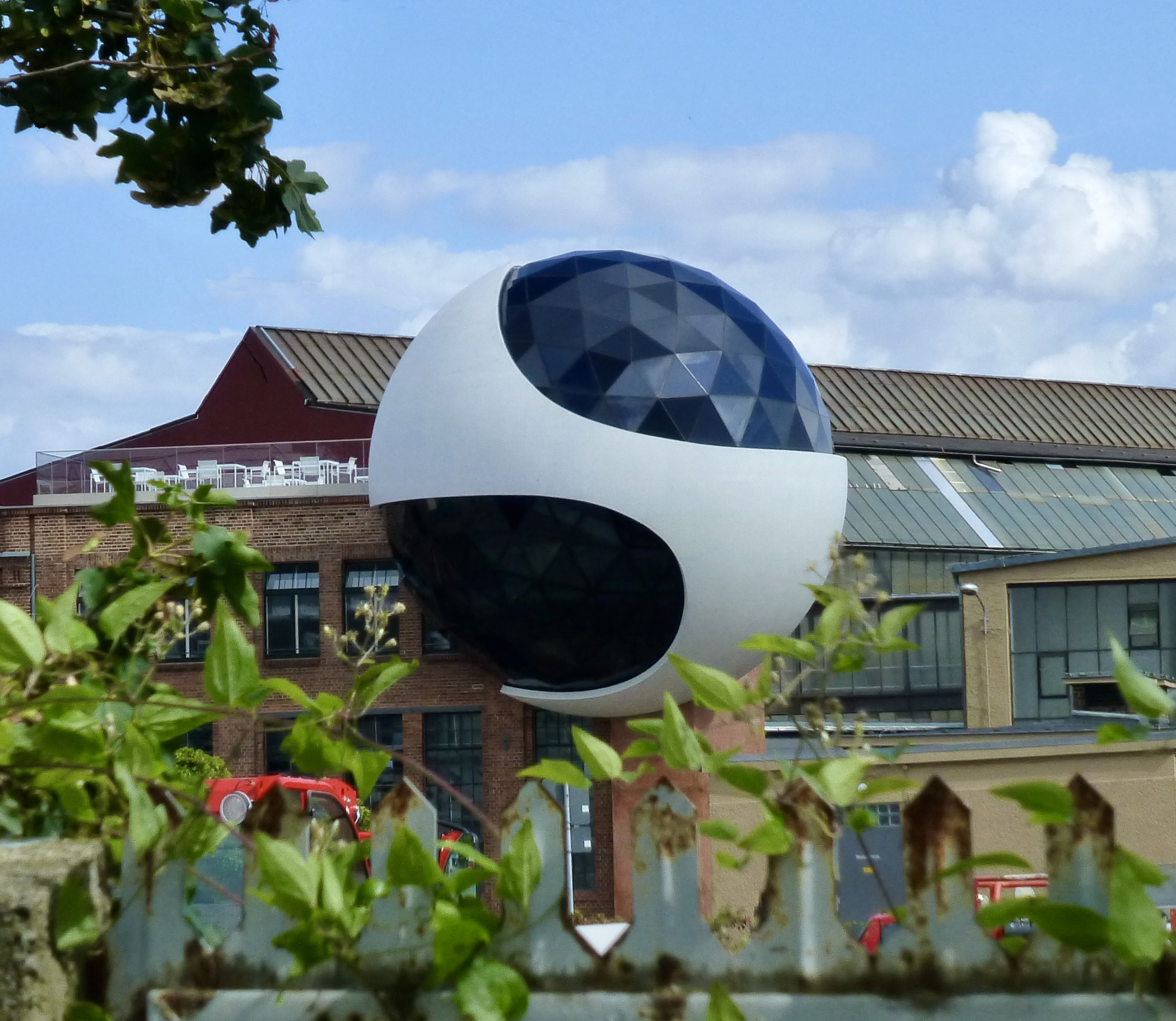
Restaurant Niemeyer-Kugel auf dem Werksgelände (2020)

## Standort
Der heutige Standort des Unternehmens ist das ehemalige Gelände des VEB Förderanlagenbau, Werk Lindenau. Die Firma verfügt über einen Gleisanschluss an das ehemalige Stammgleis PX, welches früher direkt zum Industriebahnhof Leipzig-Plagwitz führte. Nach Abbau des größten Teils des Stammgleises wurde der verbliebene Teil im Bereich von Kirow mittels eines Verbindungsgleises zur Ausweichanschlussstelle Brünner Straße an die Bahnstrecke Leipzig-Plagwitz–Leipzig Miltitzer Allee angeschlossen.

## Erzeugnisse (Auswahl)
- KRC Multi Tasker 810
- KRC Multi Tasker 910, wird u. a. als Notfallkran bei DB Netz als Baureihe 733 eingesetzt
- KRC Multi Tasker 1200, ein Schwerlasthebezeug mit doppeltem Drehkranz[8], wird u. a. als Notfallkran bei DB Netz als Baureihe 732 eingesetzt
- Der Transport und die Bereitstellung von Weichen(elementen) kann durch den Weichentransportwagen Switch Tilter erfolgen, der die breite Weiche tief und diagonal im Lademaß unterbringt.